# Uta Knebel

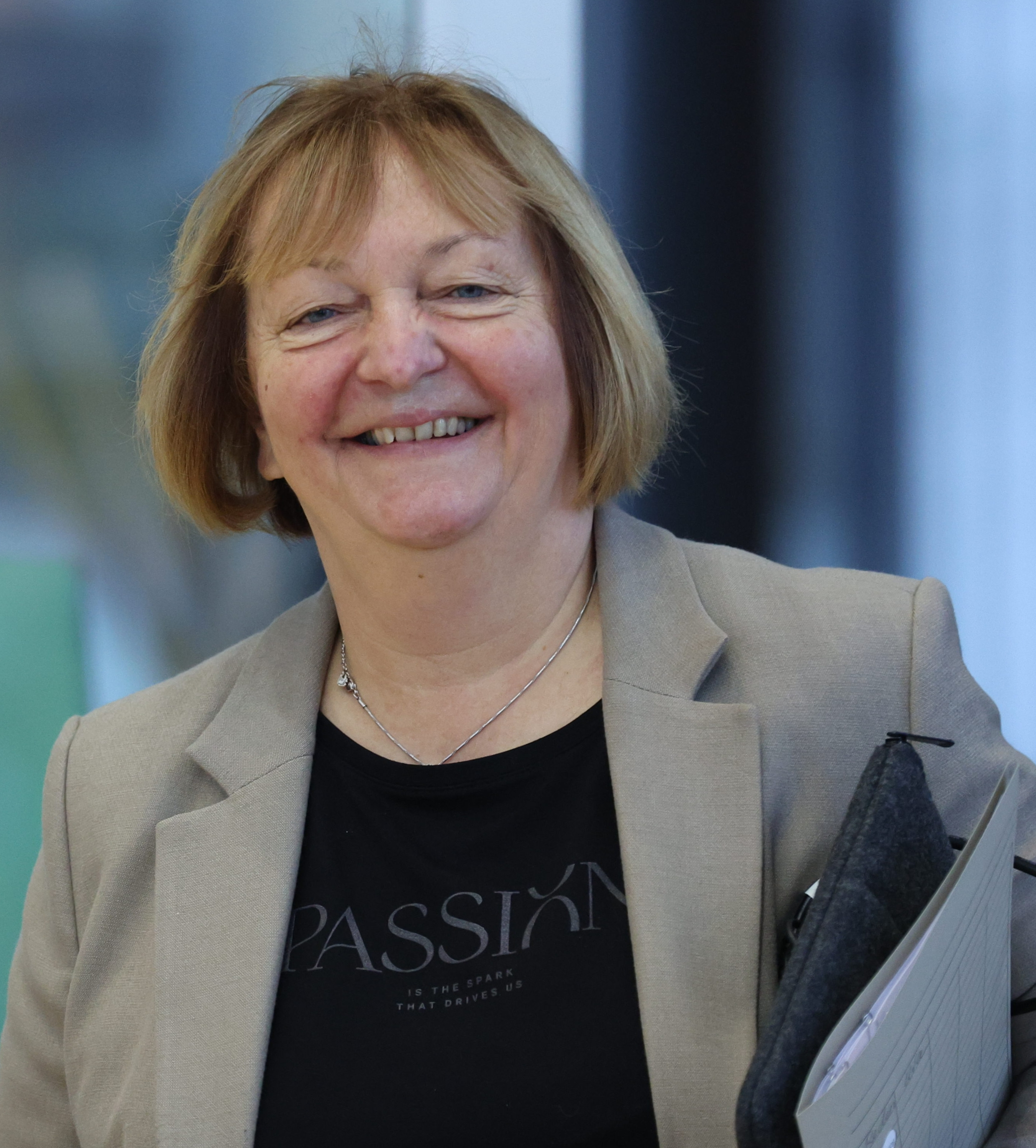
Uta Knebel (2024)

Uta Knebel (* 1965 in Riesa) ist eine deutsche Ökonomin und Politikerin (BSW, zuvor SED, PDS, Die Linke).

## Leben und Beruf
Uta Knebel studierte Dipl.-Ing.-Ökonomie an der Technischen Universität Dresden und ist seit 1996 in Selbstständigkeit für wohnwirtschaftliche Belange. Seit 1998 ist sie Vorstandsvorsitzende des Mietervereins Saxonia 1998 e.V. Sie war als wissenschaftliche Mitarbeiterin des sächsischen Landtagsabgeordneten Sebastian Scheel angestellt.
Uta Knebel lebt in Riesa, ist verheiratet und hat zwei Kinder.

## Politik
Uta Knebel war in den 1980er Jahren Mitglied der SED. Nach der Wende wurde sie Mitglied der PDS und ab 1994 Mitglied des Riesaer Stadtrates, in dem sie 2004 Fraktionsvorsitzende der PDS-Fraktion wurde. Sie behielt diese Funktion, trat jedoch 2024 zum Bündnis Sahra Wagenknecht über und trat bei den Kommunalwahlen 2024 für das BSW zur Stadtratswahl in Riesa an und wurde erneut Mitglied des Riesaer Stadtrats.
Sie trat bei den Landtagswahlen in Sachsen 2009, 2014 und 2019 als Linken-Direktkandidatin im Wahlkreis Meißen 1 an, scheiterte jedoch den Einzug im sächsischen Landtag. 2024 trat sie dem BSW bei und trat für das BSW bei der Landtagswahl 2024 erneut als Direktkandidatin im Wahlkreis Meißen 1 an. Mit 11,4 % erreichte sie den dritten Platz hinter AfD und CDU, zog jedoch über den sechsten Platz der BSW-Landesliste in den 8. sächsischen Landtag ein.